# To the Wonder
To the Wonder es una película estadounidense del género romántico experimental de 2012, escrita y dirigida por Terrence Malick y protagonizada por Ben Affleck, Olga Kurylenko, Rachel McAdams y Javier Bardem. Filmada en Oklahoma y París, la película narra la historia de una pareja que, después de enamorarse en París, lucha para evitar que su relación se desmorone después de mudarse a los Estados Unidos.
Se estrenó en el Festival Internacional de Cine de Venecia de 2012 en la sección oficial, donde fue nominada para el León de Oro. Recibió reacciones dispares en su estreno en Venecia, pero fue galardonada con el Premio SIGNIS en el mismo festival. La película continuó polarizando a los críticos tras su lanzamiento teatral, y muchos elogiaron la dirección de Malick y la fotografía de Emmanuel Lubezki, aunque encontraron la narración emocionalmente insatisfactoria.

## Argumento
Neil (Ben Affleck) es un estadounidense de viaje por Europa que en París conoce y se enamora de Marina (Olga Kurylenko), una divorciada ucraniana que vive con su hija de diez años Tatiana (Tatiana Chiline). Disfrutando de su nuevo romance, los amantes viajan a Monte Saint-Michel, la isla-abadía situada frente a la costa de Normandía. Neil se compromete con Marina y la invita a trasladarse con Tatiana a su Oklahoma natal. Neil acepta un trabajo como inspector medioambiental y Marina se adapta a su vida en Estados Unidos. Después de algún tiempo, el apasionado romance de la pareja se enfría. Marina encuentra consuelo en el sacerdote católico Padre Quintana (Javier Bardem), que atraviesa su propia crisis de fe. Tatiana empieza a sentir nostalgia por no haber hecho amigos en su colegio y se queja de que Neil no es su verdadero padre. Tiempo después, Marina comunica a Neil que su visado ha caducado, y ella y su hija regresan a Francia.
Continuando con su trabajo como inspector medioambiental, Neil se reencuentra con Jane (Rachel McAdams), una amiga de la infancia. Jane le cuenta a Neil en voz muy baja que su granja va a quebrar porque su antiguo marido la gravó con su enorme deuda de juego. Neil comienza un romance con Jane. De vuelta en Francia, tras devolver a Tatiana a su padre (el antiguo marido de Marina), Marina se da cuenta de que echa de menos Oklahoma y es incapaz de encontrar trabajo. Debido a la falta de voluntad de Neil para comprometerse con Jane, su relación se desintegra.
De vuelta a Oklahoma, Marina se reencuentra con Neil. La pareja se casa en una ceremonia civil. Después de ir al médico para hablar sobre la posibilidad de quitarse un dispositivo intrauterino para poder concebir, Marina empieza a sentirse aislada de nuevo. Aunque también celebraron una ceremonia religiosa, la relación de la pareja comienza a deteriorarse. Mientras tanto, el padre Quintana atiende a los presos y a la población local. Un día, Marina se acerca a Charlie (Charles Baker), un carpintero que le había regalado un arpa de viento. Ella le sigue hasta un motel donde ambos tienen una cita. Mientras conduce por un restaurante de comida rápida, Marina confiesa lo sucedido a Neil y le pide perdón. Enfadado, Neil se detiene y deja a Marina tirada en la carretera. Poco después, Neil vuelve a recogerla.
Más tarde, Neil pide consejo al padre Quintana. Marina parece haber tenido un hijo desde su encuentro con Charlie, pero hay ambigüedad sobre la identidad del padre. Neil acompaña al sacerdote mientras atiende a los pobres y aprende a perdonar y a ser humilde. Tras ofrecerle el perdón a Marina, Neil se arrodilla ante ella y le besa las manos. Neil y Marina parecen divorciarse, y se les ve juntos por última vez cuando él la deja en un aeropuerto. Marina le dice: "Quiero conservar tu nombre".
Los últimos momentos de la película muestran al padre Quintana atendiendo a los ancianos, los pobres y los encarcelados, con la voz en off del sacerdote recitando una variación de la oración de San Patricio («Cristo conmigo; Cristo ante mí; Cristo detrás de mí...»). Unos años más tarde, Neil aparece con lo que parece su familia. Marina aparece caminando en un entorno pastoral empapado por la lluvia. En un estado de descubrimiento extático, se vuelve para ver una luz brillante y dorada que pasa sobre su rostro. El Monte Saint-Michel, «the Wonder», permanece clavado en la tierra con su aguja perforando el cielo. 

## Reparto
- Ben Affleck como Neil
- Olga Kurylenko como Marina
- Rachel McAdams como Jane
- Javier Bardem como el padre Quintana
- Tatiana Chiline como Tatiana
- Charles Baker como Charles
- Romina Mondello como Anna